# Paul Telfer
Paul Telfer (Paisley, 30 ottobre 1979) è un attore britannico.
È famoso per il ruolo di Xander Kiriakis in Il tempo della nostra vita (Days of Our Lives).

## Biografia
Telfer ha vissuto e lavorato prima in Inghilterra e poi negli Stati Uniti d'America, si è stabilito anche in Nuova Zelanda negli anni scorsi e ha posato nudo sulla rivista femminile Cosmopolitan. La sua carriera si è incentrata specialmente in piccoli ruoli in molte serie televisive. Nel 2015 entra nel cast principale di Il tempo della nostra vita (Days of Our Lives) dove interpreta brevemente Damon e poi sempre nello stesso anno Xander Kiriakis dove lo ricopre tuttora.

## Filmografia

### Cinema
- Miss Conception, regia di Eric Styles (2008)
- Young Alexander the Great, regia di Jalal Merhi (2010)
- Son of Morning, regia di Yaniv Raz (2011)
- Fun Size Horror: Volume One, regia di Bryan Chojnowski e Lisa J. Dooley (2015)
- Fun Size Horror: Volume Two, regia di Stephen Boyer e Zeke Pinheiro (2015)
- The Thin Line regia di Neil Thompson (2017)
- The California No, regia di Ned Ehrbar (2018)

### Televisione
- Stargate SG-1 - serie TV, episodio 4x8 (2000)
- Is Harry on the Boat? - serie TV, episodio 1x3 (2002)
- Mile High - serie TV, episodio 1x1 (2003)
- Spartaco il gladiatore (Spartacus), film TV, regia di Robert Dornhelm (2004)
- Hercules - miniserie TV (2005)
- NCIS - Unità anticrimine (NCIS) - serie TV, episodi  5x10-7x06-7x15 (2007-2010)
- Hotel Babylon - serie TV, 5 episodi (2007)
- Co-op of the Damned - serie TV, episodio 1x2 (2012)
- Body of Proof - serie TV, episodio 3x11 (2013)
- The Vampire Diaries - serie TV, episodi 4x4, 4x22 e 4x23 (2012-2013)
- CSI - Scena del crimine (CSI: Crime Scene Investigation) - serie TV, episodio 14x15 (2014)
- Cosmos: A Spacetime Odyssey - miniserie TV, episodio 1x1 (2014)
- Il tempo della nostra vita (Days of Our Lives) - soap opera (2015-in corso)
- C'era una volta (Once Upon a Time) - serie TV, episodi 5x6 e 5x9 (2015)

### Cortometraggi
- Bunker, regia di Ned Ehrbar (2014)
- Bitter, regia di Ned Ehrbar (2014)
- The O2, regia di Sultan Al Saud (2016)

## Doppiatori italiani
Nelle versioni in italiano delle opere in cui ha recitato, Paul Telfer è stato doppiato da:
- Daniele Barcaroli in Spartacus
- Riccardo Niseem Onorato in Hercules
- Carlo Scipioni in NCIS - Unità anticrimine (ep. 5x10)
- Alessandro Messina in NCIS - Unità anticrimine (ep. 7x06)
- Riccardo Scarafoni in NCIS - Unità anticrimine (ep. 7x15)
- Francesco Venditti in The Vampire Diaries
- Alessandro Quarta in Body of Proof
- Niccolò Guidi in CSI - Scena del crimine
- Davide Perino in C'era una volta
- Gianluca Cortesi in Agents of S.H.I.E.L.D.